# Anneliese Leinemann
Anneliese Leinemann (* 3. Juni 1923 in Bremen; † 20. Januar 2013 in Bremen als Anneliese Stockhinger) war eine Bremer Politikerin (SPD) und Mitglied der Bremischen Bürgerschaft.

## Biografie

### Familie, Ausbildung und Beruf
Leinemann war die Tochter des Schriftsetzers und Bremer SPD-Politikers und zeitweiligen Fraktionsvorsitzenden Carl Stockhinger (1894–1951). Aufgewachsen ist sie in der Kantstraße in der Bremer Neustadt. Sie wurde 1940/42 in Bremen an der staatlichen Fachschule für Frauenberufe zur Kindergärtnerin ausgebildet. Seit 1943 leitete sie einen Kindergarten. Im Zweiten Weltkrieg begleitete sie 1943/44 die Kinderlandverschickungen nach Stettin. Nach dem Krieg war sie von 1946 bis 1952 wieder Kindergärtnerin und seit 1956 als Verwaltungsangestellte in Bremen unter anderem beim Finanzamt Bremen tätig.
Verheiratet war sie mit Heinz Leinemann († 2000).

### Politik
Leinemann war von 1936 bis 1941 Mitglied im Bund Deutscher Mädel (BDM) und seit 1939 Jungmädel-Scharführer. Am 24. Mai 1941 beantragte sie die Aufnahme in die NSDAP und wurde zum 1. September desselben Jahres aufgenommen (Mitgliedsnummer 8.593.364). Im April 1948 wurde sie aufgrund der Jugendamnestie als „nicht betroffen“ entnazifiziert.
1959 trat sie in die SPD ein. Sie war unter anderem Vorsitzende und Mitglied im Vorstand des SPD-Ortsvereins Buntentor in der Bremer Neustadt, Unterbezirks- und Landesdelegierte sowie im Vorstand des SPD-Unterbezirks Bremen-West langjährig in der Partei aktiv.
Sie war Mitglied im Beirat des Stadtteils Neustadt. Danach war sie von 1971 bis 1991 20 Jahre lang Mitglied der Bremischen Bürgerschaft und von 1987 bis 1991 Vizepräsidentin der Bürgerschaft. Sie war in zahlreichen Deputationen und Ausschüssen der Bürgerschaft tätig. Dabei waren ihre Schwerpunkte die Deputation für das Bauwesen, für Inneres und für das öffentliche Dienstrecht.
Leinemann war seit 1946 aktive Gewerkschafterin (ÖTV) und Personalrätin. Als Mitglied der Innendeputation setzte sie sich intensiv für die Märkte und die Schausteller ein.

Sie war zudem aktives Mitglied in der Arbeiterwohlfahrt (AWO) und dort im Kreisausschuss. Zeitweise war sie über den Marktausschuss Geschäftsführerin der Schausteller GmbH.